# Hands (chanson caritative)
Pour les articles homonymes, voir Hands.
Hands est une chanson caritative écrite et composée par Justin Tranter, Julia Michaels et BloodPop (en), interprétée par un collectif d'artistes, en hommage aux victimes de la fusillade du 12 juin 2016 à Orlando survenue aux États-Unis, dans la boîte de nuit LGBT le Pulse, en Floride.

## Développement
Hands a été conçue par Justin Tranter le lendemain de la fusillade dans la discothèque d'Orlando. Dans une interview accordée au magazine Billboard, Tranter a déclaré que chaque musicien a été "affecté [...] c'est pour cela que nous voulions la meilleure partie de leur voix». Finalement, plus de deux douzaines d'artistes ont aidé à la fabrication de la chanson, qui a été publiée en téléchargement numérique le 6 juillet 2016 par le label Interscope Records avec le soutien de l'association Gay & Lesbian Alliance Against Defamation (GLAAD).

## Formats
- Téléchargement numérique

1. Hands – 4:24

## Liste des artistes
Chant
- Britney Spears
- Gwen Stefani
- Meghan Trainor
- Troye Sivan
- Selena Gomez
- Kacey Musgraves
- Mary J. Blige
- Jason Derulo
- Jennifer Lopez
- Adam Lambert
- MNEK
- Pink
- Tyler Glenn (en)
- Imagine Dragons
- Mary Lambert
- Nate Ruess
- RuPaul

Chœur
- Halsey
- Ty Herndon
- Juanes
- Alex Newell
- Prince Royce
- Jussie Smollett
- The Trans Chorus of Los Angeles

## Classements
| Classement (2016)              | Meilleure position |
| ------------------------------ | ------------------ |
| États-Unis (Pop Digital Songs) | 30                 |

## Historique de sortie
| Pays  | Date           | Format           | Label                | Ref.  |
| ----- | -------------- | ---------------- | -------------------- | ----- |
| Monde | 6 juillet 2016 | Digital download | - Interscope - GLADD | [ 4 ] |